# 侧音
侧音是正在说话的人的听觉回饋。该术语在电信领域最常用的。
在电话中，侧音是透過电话的发送器（聽筒內的麥克風），并立即引入到同一个手机接收器（聽筒內的喇叭），某种形式的回饋訊號的电平低的电子拾取的声音的效果。

## 形成原因
透過電話線傳輸聲音信號時，雙方的聲音混和於相同的電話線，己方傳送出去的聲音也會循相同線路傳回，因此聽筒內會聽到自己的聲音。
己方傳送出去的聲音信號必須夠大，經過線路衰減後，對方才能聽得清楚。對方由遠處傳來的信號傳到己方，因線路阻抗讓信號衰減，故聲音變小。這兩項因素將導致側音過大，故需消側音處理。因為與迴音形成的原因不同，故迴音消除的方法也不同。

## 影響
適當音量的側音，可以有較為自然的對話感覺。
過大的側音音量，將難以聽清楚對方的聲音。因此各國電話機規範中，均訂定標準值，要求側音不得大於該值。
電話錄音設備通常都直接由電話線擷取信號，但因無法分辨、分隔兩方聲音，故無法適當抑制己方聲音，導致己方聲音遠大於對方聲音，造成錄音品質不佳。除經由電話內消側音處理，否則此問題難以克服。